# Zaborsko (jezioro w gminie Warnice)
Zaborsko – jezioro na Równinie Pyrzyckiej, położone na południe od wsi Zaborsko, w województwie zachodniopomorskim, w powiecie pyrzyckim, w gminie Warnice.